# Titkosítás
A titkosítás vagy rejtjelezés a kriptográfiának az az eljárása, amellyel az információt (nyílt szöveg) egy algoritmus (titkosító eljárás) segítségével olyan kódolt szöveggé alakítjuk, amely értelmezhetetlen olyan ember számára, aki nem rendelkezik a visszafejtéshez (kikódoláshoz) szükséges speciális tudással, amit általában kulcsnak nevezünk. A titkosított információ (kódolt szöveg) előállítására szolgáló úgynevezett „szimmetrikus” eljárások egy az egyben (vagy egyszerű átalakítással) használható a megfejtésre is, azaz, hogy a titkosított szöveget újra olvashatóvá alakítsa.
A titkosítást az ókortól használja a katonaság és a kormányok, hogy megkönnyítsék a titkos kommunikációt. Napjainkban a mindennapi élet része, sokféle területen használják, például a számítógép-hálózatok, Internet, mobiltelefonok, vezeték nélküli hálózatok, Bluetooth és a bankautomaták (ATM-ek).
A titkosítás bár meg tudja védeni az üzenet bizalmasságát, de szükség van más technológiákra is, hogy biztosítani tudjuk az üzenet sérthetetlenségét és hitelességét.

## Szimmetrikus kulcsú rejtjelezés
A legtöbb titkosítási módszer alapvetően ugyanazt az eljárást használja titkosításra és megfejtésre egyaránt. Ezeknél az eljárásoknál a küldőnek és a fogadónak is ismernie kell a művelethez használt kulcsot. Az ilyen módszereket titkos, vagy szimmetrikus kulcsú titkosításnak, szimmetrikus kulcsú rejtjelezésnek nevezzük. Gyakran hagyományos titkosításnak is nevezik mivel az elmúlt évszázadok eszközei is mind ezen alapultak.
Gyenge pontja maga a kulcs, amelyet el kell juttatni a címzetthez, és mind a feladónak, mind a címzettnek vigyáznia kell arra, hogy senki meg ne ismerje azt. A kulcs eljuttatását egy másik csatornán célszerű elvégezni. aszimmetrikus kulcsú titkosítást használ.
A szimmetrikus kulcsú titkosítás kiválóan alkalmazható olyan megoldásokban, ahol a küldés és fogadás egy helyen történik, jellemzően ilyen megoldás a titkosító fájlrendszer.

## Aszimmetrikus (nyílt) kulcsú rejtjelezés
A 20. század végéig nem is tudták elképzelni a kriptográfusok, hogy lehetséges legyen közös titok nélkül, egy nyilvános és egy titkos kulcs segítségével biztonságosan adatokat továbbítani. A két kulcs matematikailag összefügg, de a titkos kulcsot gyakorlatilag lehetetlen előállítani a nyilvános kulcs ismeretében. A nyilvános kulcsot használó rejtjelezési eljárásokat aszimmetrikus kulcsú titkosításoknak vagy nyílt kulcsú titkosításoknak, nyilvános kulcsú rejtjelezésnek is szokás nevezni. Általában nehezen megoldható matematikai problémákra alapulnak, pl. nagy számok prímfaktorizációja, diszkrét logaritmus. Az aszimmetrikus titkosítás egyik vezető felhasználási területe manapság a blokklánc technológia és az arra épülő kriptovaluták, mint pl. a Bitcoin, ahol minden felhasználónak van egy nyilvános kulcsa, amely kvázi a felhasználó azonosítót jelenti. Ez bárki számára elérhető, de kevés, hogy módosítsuk a lánc adatait. A privát kulcs jelenti a jelszót, amely ismerete nélkül nem lehet értéktranszfert végrehajtani.
Az ilyen rendszerek azonban igényelnek egy kulcsadatbázist, ahol a nyilvános kulcsok kerülnek tárolásra. Ha „A” üzenetet akar küldeni „B”-nek, akkor lekéri „B” nyilvános kulcsát az adatbázisból, és azzal titkosítja az üzenetet, amit csak „B” tud megfejteni a titkos kódjával.
Az aszimmetrikus kulcsú titkosítás lehetőséget nyújt digitális aláírás használatára is. Ilyenkor a két kulcs felcserélődik. A titkos kulccsal titkosítják az üzenetet, amit ezután csak a küldő nyilvános kulcsával lehet megfejteni. Azonban ez bárki számára elérhető, így az üzenet (az aláíró szonosítókja) is megfejthető, ám ebben az esetben nem is a titkosítás volt a cél, hanem az aláíró azonosságának igazolása. Az aláíráshoz és a titkosításhoz különböző kulcspárokat használnak.